# Eesti Iseseisev Sotsialistlik Tööliste Partei

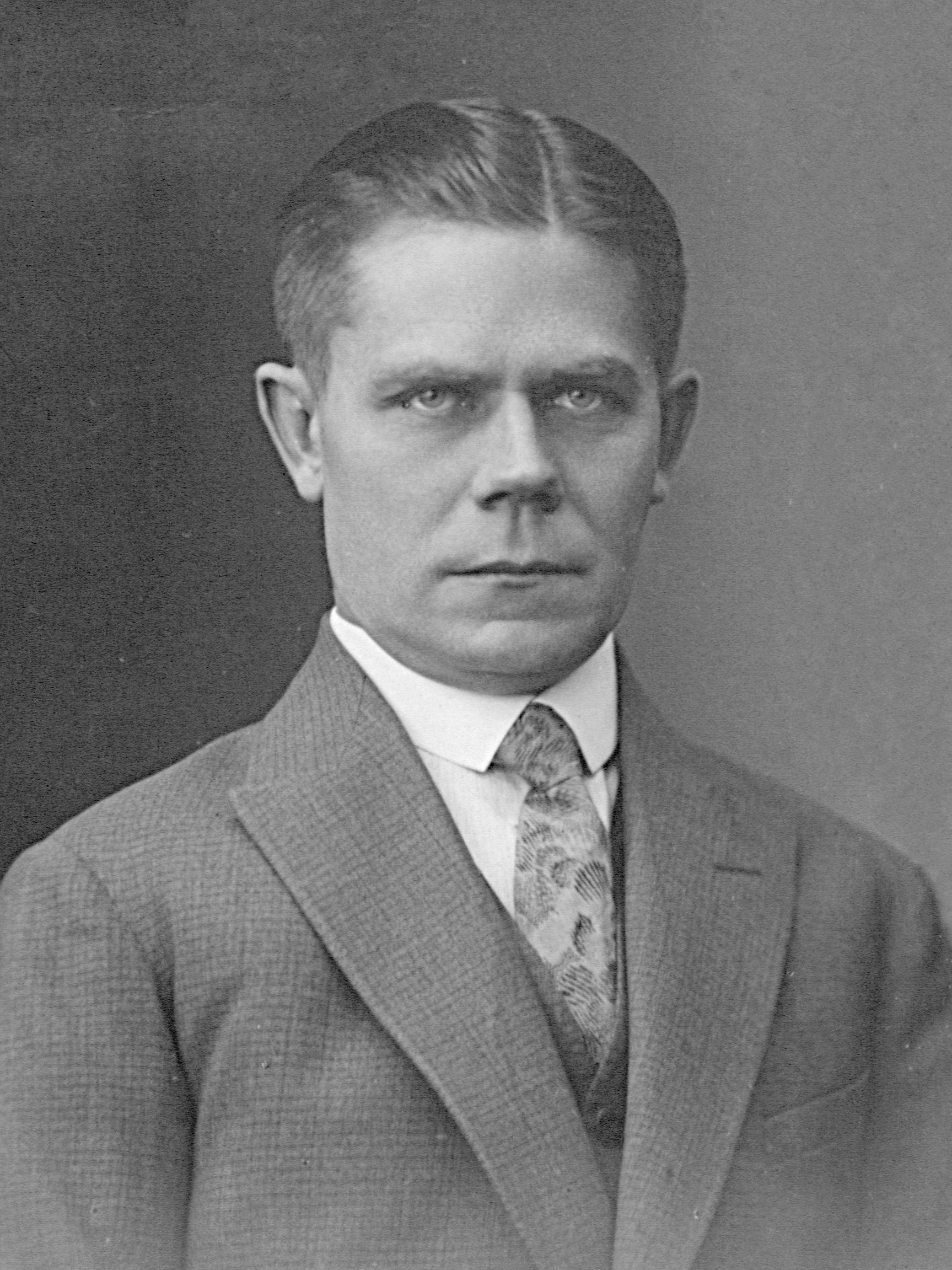
Hans Kruus war bis 1922 Führer der estnischen Linkssozialisten

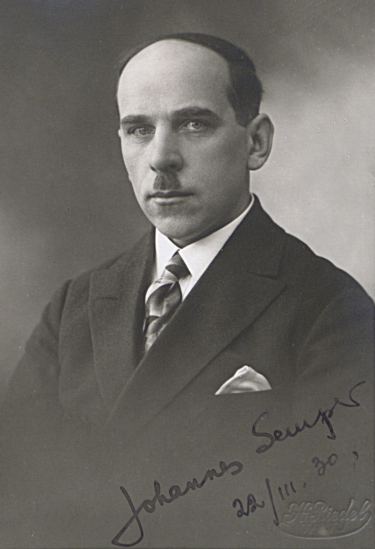
Der Schriftsteller Johannes Semper war Mitbegründer der Partei und 1919/20 Mitglied der verfassungsgebenden Versammlungen

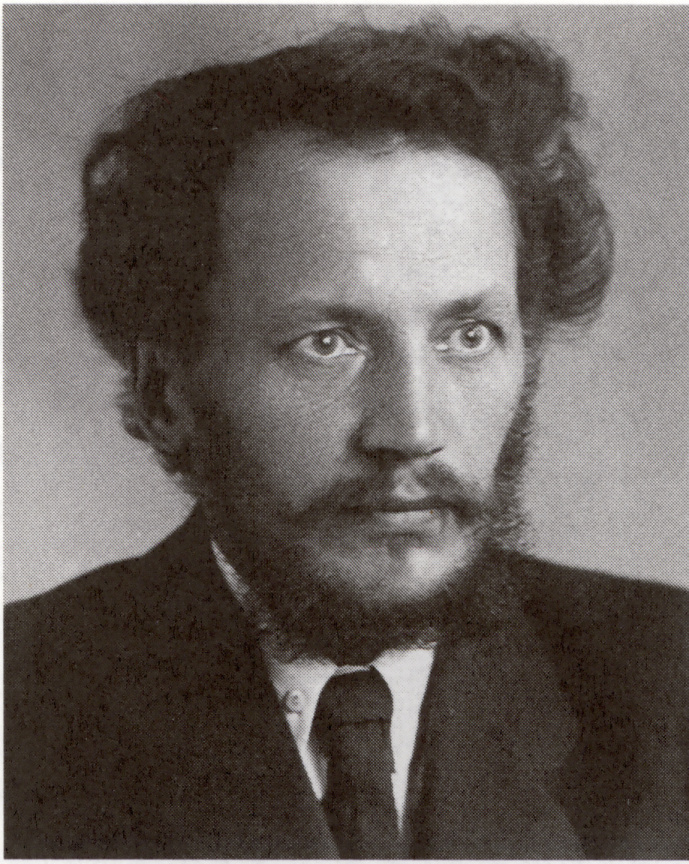
Der Generalsekretär der Partei, Martin Bleimann, genannt „Der Admiral“, war ein sowjetrussischer Spion. Er floh im Juni 1921 aus Estland

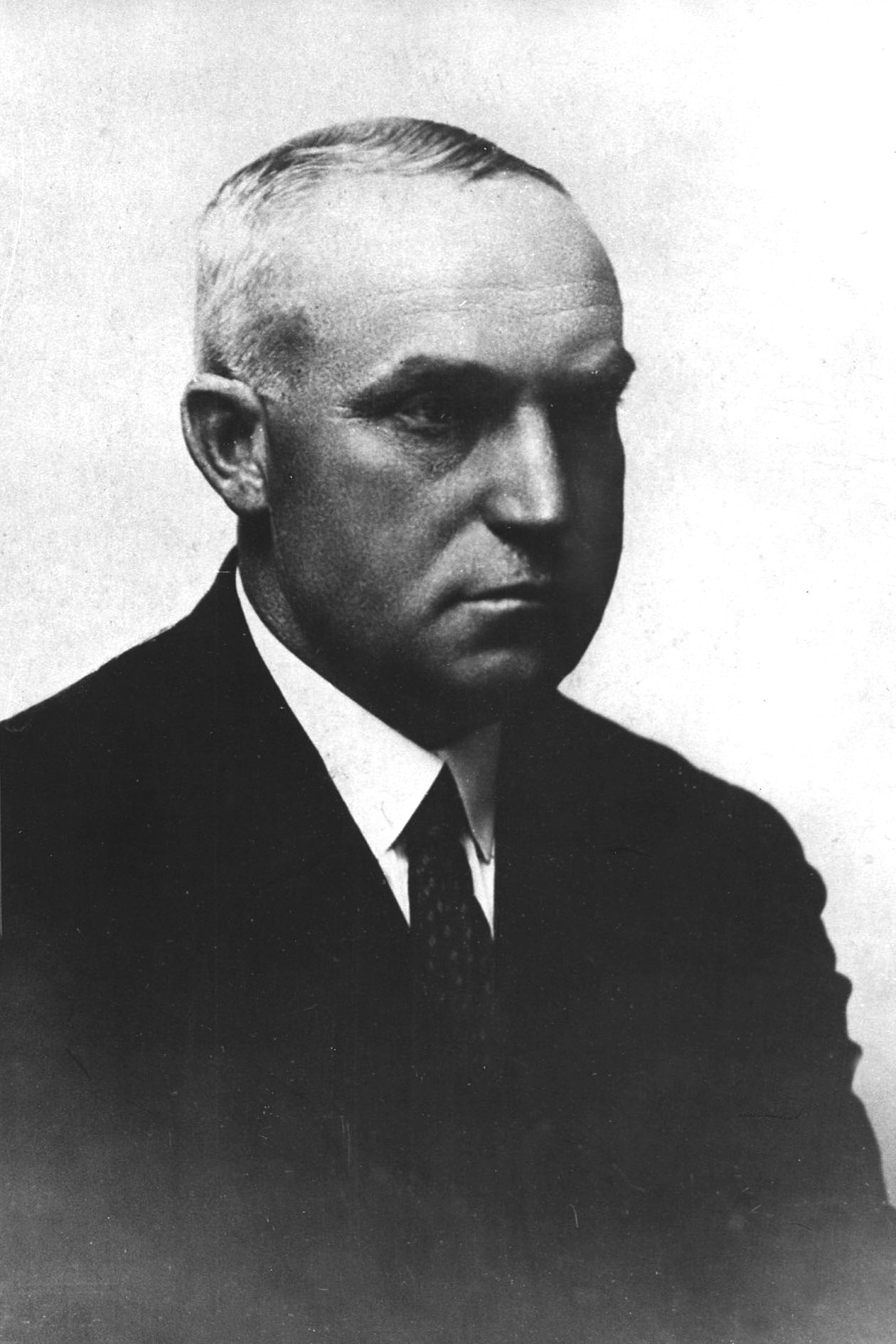
Jaan Piiskar gehörte von 1919 bis 1934 dem estnischen Parlament an. Er war 1931/32 estnischer Bildungs- und Sozialminister.

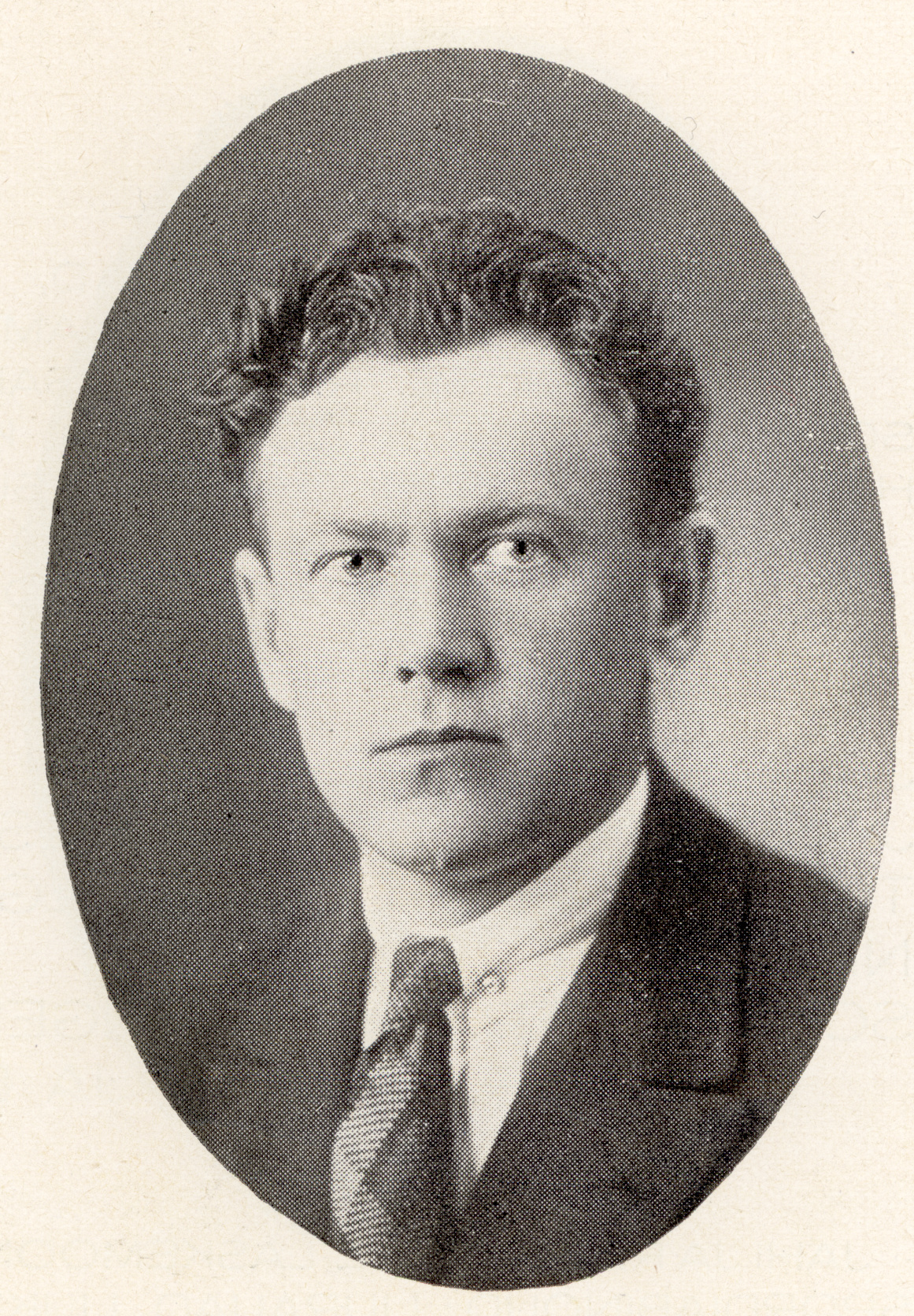
Oskar Gustavson wurde 1945 von den sowjetischen Besatzungsbehörden ermordet

Die Estnische Unabhängige Sozialistische Arbeiterpartei (estnisch Eesti Iseseisev Sotsialistlik Tööliste Partei) war eine politische Partei im Estland der Zwischenkriegszeit.

## Partei der estnischen Sozialisten-Revolutionäre (ESRP)
Die Partei geht auf die russische Partei der Sozialrevolutionäre (russisch Партия социалистов-революционеров) zurück, von der sie sich im Sommer 1917 als estnische Sektion abspaltete. Sie bekannte sich zum Selbstbestimmungsrecht der Völker unter sozialistischen Vorzeichen. Nach der Oktoberrevolution in Russland 1917 trat sie für eine Loslösung Estlands vom russischen Reich ein.
Im Februar 1918 erklärte die Republik Estland ihre staatliche Souveränität. Bei den Wahlen zur verfassungsgebenden Versammlung der Republik Estland (Asutav Kogu) im April 1919 kam die Partei der estnischen Sozialisten-Revolutionäre (Eesti Sotsialistide-Revolutionääride Partei - ESRP) auf sieben der 120 Sitze. Sie war die am weitesten links stehende Kraft in der Konstituante.
Ihr Führer, der Vorsitzende des Zentralkomitees Hans Kruus, vertrat offen prokommunistische Ideen. Hauptziel der Partei war eine radikale Landreform in Estland. Die Anhänger der Partei wurden im Volksmund eseerid („ESRler“) genannt.

## Estnische Unabhängige Sozialistische Arbeiterpartei (EISTP)
Mit der gemäßigten Landreform 1919, die die estnischen Bauern weitgehend zufriedenstellte, und dem Sieg der Republik Estland über Sowjetrussland im Freiheitskrieg organisierte sich die Partei vollständig um.
Im März 1920 wurde aus ihr die Estnische Unabhängige Sozialistische Arbeiterpartei (Eesti Iseseisev Sotsialistlik Tööliste Partei - EISTP). Ihr schlossen sich auch enttäuschte Anhänger der sozialdemokratischen Estnischen Sozialdemokratischen Arbeiterpartei (Eesti Sotsiaaldemokraatlik Tööliste Partei) an. Die Anhänger der Partei wurden im Volksmund isesotsid (etwa „Selbst-Sozis“) genannt.
An der Spitze der Partei standen der Vorsitzende des Zentralkomitees Hans Kruus sowie unter anderen die prominenten Politiker Jaan Piiskar und Oskar Gustavson. Die Partei wurde auch von den Schriftstellern Johannes Semper, Hugo Raudsepp und Jaan Kärner sowie dem Journalisten Karl Oskar Freiberg unterstützt.
Die EISTP vertrat das politische Spektrum zwischen der Sozialdemokratie und den von Moskau gesteuerten Kommunisten. Mit den Kommunisten teilte sie zahlreiche linkssozialistische Ansätze wie die Diktatur des Proletariats. Die EISTP lehnte allerdings eine sowjetrussische Hegemonie in Estland ab, wie sie die von der Komintern finanzierten estnischen Bolschewiki propagierten.
In der jungen estnischen Demokratie entstanden so drei linke Parteien: die sozialdemokratische Estnische Sozialdemokratische Arbeiterpartei (Eesti Sotsiaaldemokraatlik Tööliste Partei), die sozialistische Estnische Unabhängige Sozialistische Arbeiterpartei (EISTP) und die verbotene, von Moskau unterstützte Kommunistische Partei Estlands (Eestimaa Kommunistlik Partei, EKP).
Bei der Parlamentswahl 1920 kam die Estnische Unabhängige Sozialistische Arbeiterpartei auf 10,6 % der Stimmen. Sie wurde viertstärkste politische Kraft. Die Führung versuchte zunächst, die Partei als legalen gemeinsamen Arm der estnischen Sozialisten und Kommunisten zu etablieren, was die Kommunistische Partei Estlands allerdings bekämpfte. Im Sommer 1921 reiste Hans Kruus zum III. Weltkongress der Kommunistischen Internationale nach Moskau. Die EISTP beantragte, Mitglied der Komintern zu werden, was aber am Widerstand der EKP scheiterte.

## Unabhängige Sozialistische Arbeiterpartei (ISTP)
Erst im April 1922 gelang eine weitgehende Übereinstimmung mit den Kommunisten, als sich Kruus, der dem rechten Flügel der EISTP angehörte, vollständig aus der Politik zurückzog. Die Partei spaltete sich daraufhin in einen rechten und in einen linkssozialistisch-kommunistischen Flügel.
Letzterer gründete die Partei des Arbeitsvolkes Estlands (Eestimaa Töörahva Partei). Sie wurde im Januar 1924 wegen verfassungsfeindlicher Aktivitäten verboten. Der rechte Parteiflügel der EISTP wiederum gründete die Unabhängige Sozialistische Arbeiterpartei (Iseseisev Sotsialistlik Tööliste Partei - ISTP), die sich in der Nachfolge der EISTP sah.
Bei den Wahlen 1923 errang die die ISTP 4,7 % und zog mit fünf Abgeordneten ins Parlament ein. Die Kommunisten errangen unter ihrer Tarnorganisation „Gemeinsame Front des arbeitenden Volkes“ (Töörahva Ühine Väerind) mit 9,5 % nahezu doppelt so viele Stimmen und zehn Mandate. Dies ließ in der ISTP die Diskussion über eine Vereinigung des rechten Flügels der Linkssozialisten mit der estnischen Sozialdemokratie (EDSTP) erneut aufflammen.

## Vereinigung von Sozialdemokraten (ESDTP) und der Sozialisten (ISTP)
Die Diskussionen über eine Parteifusion waren erfolgreich. Im April 1925 vereinigten sich die sozialdemokratische ESDTP und die sozialistische ISTP. Fortan hieß die gemeinsame Partei Estnische Sozialistische Arbeiterpartei (Eesti Sotsialistlik Tööliste Partei - ESTP). Am 9. Juni 1925 wählten die Abgeordneten den Sozialdemokraten August Rei zum Parlamentspräsidenten.
Bei den Parlamentswahlen 1926 wurde die Vereinigung der beiden linken demokratischen Parteien mit 22,9 % stärkste politische Kraft im Parlament. Von Dezember 1928 bis Juli 1929 bekleidete August Rei in einer Koalitionsregierung das Amt des Staats- und Regierungschef (Riigivanem). Bei den Wahlen drei Jahre später konnte sie ihr Ergebnis mit 24,0 % sogar weiter ausbauen.

## Estnische Arbeiterpartei (ETE)
Aus Unzufriedenheit mit dem „rechten“ Kurs der vereinigten Partei spaltete sich 1926 ein linksradikaler Flügel der ESTP um Eduard Pesur und Paul Abramson wieder von der Estnischen Sozialistischen Arbeiterpartei ab.
Die Gruppe gründete die Estnische Arbeiterpartei (Eesti Tööliste Partei - ETP). Sie versuchte sich als linkssozialistische Alternative zu etablieren. Die ETP erhielt bei der Parlamentswahl 1926 5,8 % und drei Jahre später 6,2 % der Stimmen.
Die ETP wurde dann 1929 vollständig von den Kommunisten unterwandert. 

## Wahlergebnisse
| Wahl | Legislaturperiode | Stimmen | Abgeordnete (Asutav Kogu=120 Mandate) (Riigikogu=100 Mandate) | Name                                          |                                                     |
| ---- | ----------------- | ------- | ------------------------------------------------------------- | --------------------------------------------- | --------------------------------------------------- |
| 1919 | Asutav Kogu       | 5,7 %   | 7                                                             | Eesti Sotsialistide-Revolutsionääride Partei  | Estnische Partei der Sozialisten-Revolutionäre      |
| 1920 | 1. Riigikogu      | 10,7 %  | 11                                                            | Eesti Iseseisev Sotsialistlik Tööliste Partei | Estnische Unabhängige Sozialistische Arbeiterpartei |
| 1923 | 2. Riigikogu      | 4,7 %   | 5                                                             | Eesti Iseseisev Sotsialistlik Tööliste Partei | Estnische Unabhängige Sozialistische Arbeiterpartei |
| 1926 | 3. Riigikogu      | 5,8 %   | 6                                                             | Eesti Tööliste Partei                         | Estnische Arbeiterpartei                            |
| 1929 | 4. Riigikogu      | 6,2 %   | 6                                                             | Eesti Tööliste Partei                         | Estnische Arbeiterpartei                            |
| 1932 | 5. Riigikogu      | 5,2 %   | 5                                                             | Pahempoolsed töölised ja kehvikud             | Linksgerichtete Arbeiter und Kleinbauern            |

## Ende der Partei
Am 12. März 1934 rissen der rechtskonservative Staats- und Regierungschef Konstantin Päts und General a. D. Johan Laidoner mit Hilfe des estnischen Militärs in einem unblutigen Putsch die Macht an sich. Päts regierte fortan autoritär. Die Parteien wurden mit einem Betätigungsverbot belegt.
Im Sommer 1940 besetzte die Rote Armee Estland. Auch zahlreiche prominente Linkssozialisten wie Oskar Gustavson, Hugo Raudsepp, Karl Oskar Freiberg und Jaan Piiskar wurden Opfer der politischen Verfolgung. Andere ehemals führende Mitglieder der Partei stützten wiederum die neue stalinistische Herrschaftsordnung. Beispiele sind Johannes Semper, Nigol Andresen und Hans Kruus.